# 王氏 (王廣女)
王氏（?—?），劉聰的西揚州刺史王廣之女。後來蠻帥梅芳攻陷揚州，王廣被殺。而當時王廣女兒只有十五歲，被梅芳所娶。王氏一心想要復仇，一天，王氏趁著梅芳睡覺時候拿刀想斬殺梅芳，結果被梅芳發現，梅芳嚇得爬起來說：“你為何要造反？！”王氏罵道：「蠻畜！我要殺的就是你這種反賊！你還好意思說我造反？殺父之仇不共戴天，你害人父母，又對他人無禮，我之所以還活著，就是想把你殺了！我現在自己就會了斷自己，遺憾的是沒能把你梟首，以塞大恥！」說完王氏便自殺，梅芳還想阻止，但為時已晚。

## 延伸阅读
[在维基数据编辑]
 《晉書·卷096》，出自房玄齡《晉書》